# Вја Тенута (Римини)
Вја Тенута је насеље у Италији у округу Римини, региону Емилија-Ромања.
Према процени из 2011. у насељу је живело 220 становника. Насеље се налази на надморској висини од 77 м.